# Ronde van Emilia 1917
De zevende editie van de wielerwedstrijd Ronde van Emilia vond plaats op 20 september 1917. De wedstrijd startte in Bologna en finishte 260 kilometer later in Bologna. De Italiaan Angelo Gremo won de wedstrijd.

## Uitslag
| Plaats  | Naam                | Tijd     |
| ------- | ------------------- | -------- |
| Winnaar | Angelo Gremo        | 9u31'00" |
| 2       | Luigi Lucotti       | + 4’00"  |
| 3       | Costante Girardengo | + 5’00"  |
| 4       | Alfredo Sivocci     | + 7’00"  |
| 5       | Camillo Bertarelli  | z.t.     |
| 6       | Oscar Egg           | + 35’00" |
| 7       | Romeo Poid          | z.t.     |

Mannen:
1909 · 1910 · 1911 · 1912 · 1913 · 1914 · 1915 · 1916 · 1917 · 1918 · 1919 · 1920 · 1921 · 1922 · 1923 · 1924 · 1925 · 1926 · 1927 · 1928 · 1929 · 1930 · 1931 · 1932 · 1933 · 1934 · 1935 · 1936 · 1937 · 1938 · 1939 · 1940 · 1941 · 1942 · 1943 · 1944 · 1945 · 1946 · 1947 · 1948 · 1949 · 1950 · 1951 · 1952 · 1953 · 1954 · 1955 · 1956 · 1957 · 1958 · 1959 · 1960 · 1961 · 1962 · 1963 · 1964 · 1965 · 1966 · 1967 · 1968 · 1969 · 1970 · 1971 · 1972 · 1973 · 1974 · 1975 · 1976 · 1977 · 1978 · 1979 · 1980 · 1981 · 1982 · 1983 · 1984 · 1985 · 1986 · 1987 · 1988 · 1989 · 1990 · 1991 · 1992 · 1993 · 1994 · 1995 · 1996 · 1997 · 1998 · 1999 · 2000 · 2001 · 2002 · 2003 · 2004 · 2005 · 2006 · 2007 · 2008 · 2009 · 2010 · 2011 · 2012 · 2013 · 2014 · 2015 · 2016 · 2017 · 2018 · 2019 · 2020 · 2021 · 2022 · 2023 · 2024
Vrouwen:
2014 · 2015 · 2016 · 2017 · 2018 · 2019 · 2020 · 2021 · 2022 · 2023 · 2024